# Harry Pröpper
Henri Herman Laurens (Harry) Pröpper (Zutphen, 18 juni 1906 – Winssen, 5 april 1995) was een Nederlandse luitenant-admiraal, commandant der Zeemacht en Chef Defensiestaf.
Pröpper was de eerste van tot nu tot slechts vier naoorlogse luitenant-admiraal’s van de Koninklijke Marine.

## Jeugd en vroege carrière
Pröpper werd geboren en groeide op in Zutphen, waar hij ook de middelbare school bezocht. Op 17-jarige leeftijd begon hij zijn opleiding aan het Koninklijk Instituut voor de Marine (KIM). Na de opleiding vertrok in 1926 hij naar Nederlands-Indië, waar hij tot 1932 diende in verschillende functies merendeels aan boord van verschillende schepen. In 1932 keerde hij terug naar Nederland en volgde er verschillende cursussen, waarna hij van 1935 tot 1938 opnieuw in Nederlands-Indië diende in verschillende artilleristische functies. Terug in Nederland hield hij als Luitenant-ter-zee der 1e klasse toezicht op het afbouwen van de lichte kruiser Hr.Ms. Tromp.

## Tweede Wereldoorlog

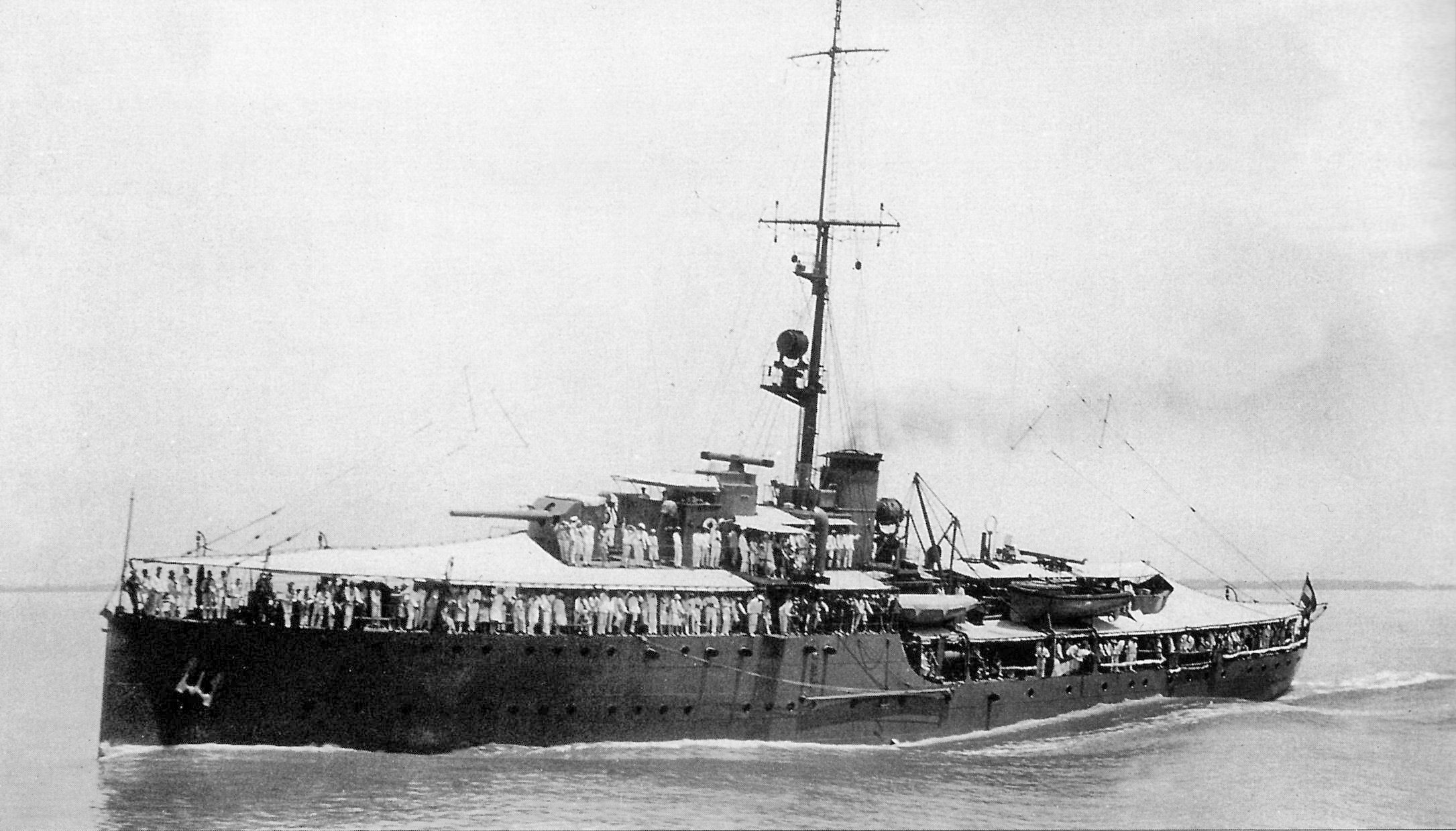
Hr.Ms. Soemba

In mei 1940  week hij in gevolge van het evacuatie-bevel met een torpedovolgboot uit naar Engeland. Op 17-8-1940 werd hij als officier van artillerie aan boord van de Hr.Ms. Jacob van Heemskerck geplaatst, waarvan hij later Eerste Officier (EO) werd. Aan boord van de kruiser Hr.Ms. Jacob van Heemskerck begeleidde Pröpper begin juni 1940 de overtocht van  prinses Juliana en haar twee dochtertjes, Beatrix en Irene, naar Canada op de lichte kruiser Hr.Ms. Sumatra. Op 11 juni kwamen de beide Nederlandse kruisers aan in Halifax (Nova Scotia) en de volgende dag vertrok het koninklijke gezelschap naar Ottawa. Hr. Ms. Jacob van Heemskerck keerde terug naar Falmouth waar zij werd afgebouwd en bewapend.
Bijna 2 jaar nam hij op de Van Heemskerk deel aan het escorteren van geallieerde konvooidiensten. In februari 1942 vertrok de Van Heemskerck naar Nederlands-Indië, waar ze werd ingedeeld bij de Eastern Fleet.
In aug 42 ging LTZ Pröpper over op de HRMS Sumatra, welke bescherming verleende aan konvooien van India naar Engeland. Met de lichte kruiser Hr.Ms. Sumatra vervulde Pröpper in de Tweede Wereldoorlog konvooidiensten.
Op 28 okt 43 kreeg hij in Alexandrië het bevel over de HRMS Soemba, waarmee hij konvooidiensten verrichte op de Middellandse zee. Begin 44 voerde hij met de Soemba beschietingen uit aan het Anzio front en het Formia front in Italië, waarna de konvooidiensten hervat werden.
Op 22 mrt 44 onderscheidde koningin Wilhelmina in Portsmouth Pröpper met het Bronzen Kruis.
Als commandant van de kanonneerboot Hr.Ms. Soemba nam Pröpper deel aan Operatie Overlord. Eerst vanaf 3 juni als escorte van de invasievloot, en daarna vanaf 5 juni als deel van de Bombardment Group o.l.v. Rear Admiral USN Morton L. Deyo, welke deel uitmaakte van TF125 (Assault Force “U” for Utah Beach) onder leiding van Rear Admiral USN Don P. Moon van de US Navy Western Task Force. Op 5 juni ondernam het schip met de invasievloot de oversteek naar Normandië. De volgende morgen nam ze in de vroege uren haar bombardeerpositie in. Vanaf 6:15 uur opende zij het vuur op de Duitse posities. In anderhalf uur tijd verschoot de Soemba 155 granaten.
Op 26 augustus 1944 werd Pröpper geplaatst bij het hoofdkwartier van de Commandant Zeemacht Nederland in Londen.
Terug in Nederland was hij van 1945 tot 1950 Hoofd van het Bureau Bewapening van het ministerie van Marine in Den Haag.
Op 2 november 1954 werd Pröpper Plaatsvervangend Vlagofficier Materieel van de Koninklijke marine, en op 1 dec 1954 werd hij, als tijdelijk schout-bij-nacht, Vlagofficier Materieel. Op 1 juli 1955 werd hij effectief schout-bij-nacht.
Op 1 april 1956 werd Pröpper als tijdelijk viceadmiraal toen hij viceadmiraal A. de Booy opvolgde als Chef Marinestaf, en op 4 september 1956 werd hij tevens Bevelhebber der Zeestrijdkrachten, welke functie hij overnam van viceadmiraal F.T. Burghard. Pröpper was de eerste die die de dubbelfunctie Chef Marinestaf/Bevelhebber der Zeestrijdkrachten bekleedde. Op 1 juli 1957 werd hij effectief viceadmiraal.
Van 4 mei 1959 tot zijn pensionering op 1 november 1962 bekleedde Pröpper als luitenant-admiraal de functie van Voorzitter Comité Verenigde Chefs van Staven. 
Pröpper overleed op 5 april 1995 op 88-jarige leeftijd in Winssen.

## Carrière

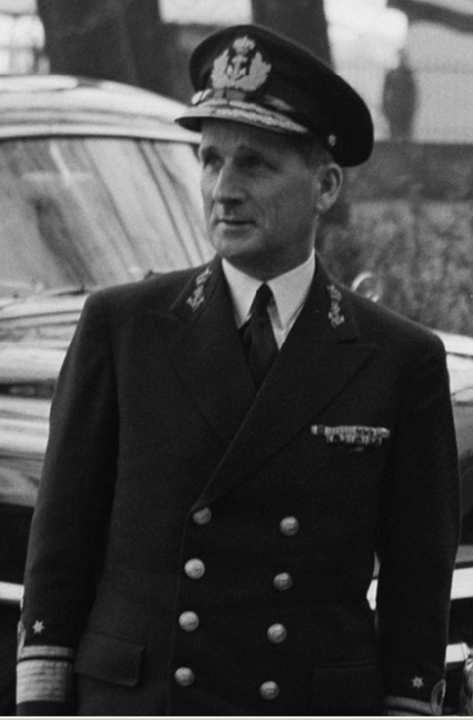
LADM H.H.L. Pröpper

### Plaatsingen (selectie)
- 17 aug. 1940 – 31 jul. 1942, Artillerieofficier en Eerste officier aan boord van de kruiser Hr.Ms. Jacob van Heemskerck (D 20[4])
- 31 jul. 1942 – 6 okt. 1943, Artillerieofficier en Eerste officier aan boord van de lichte kruiser Hr.Ms. Sumatra (40[4][5])
- 28 okt. 1943 – 26 aug. 1944, Commandant van de kanonneerboot Hr.Ms. Soemba (T199[4])
- 26 aug. 1944 – 1945, geplaatst op het hoofdkwartier van de Commandant Zeemacht Nederland.
- 1945 - 1950, Hoofd van het Bureau Bewapening
- 1951 - 1953, Belast met afbouw van lichte kruiser De Ruyter
- 2 nov 1953 – 1 dec. 1954, Plaatsvervangend vlagofficier materieel[6]
- 1 dec. 1954 – 1956, Vlagofficier materieel[7][8]
- 1 april 1956 – 4 mei 1959, Chef Marinestaf
- 4 sept 1956 – 4 mei 1959, Chef Marinestaf/Bevelhebber der Zeestrijdkrachten
- 4 mei 1959 - mei 1962, Voorzitter Comité Verenigde Chefs van Staven

### Rangen
- 1923: adelborst[9]
- 18 augustus 1926: Luitenant-ter-zee der 3e klasse
- 18 augustus 1928: Luitenant-ter-zee der 2e klasse
- 28 augustus 1936: Luitenant-ter-zee der 1e klasse
- 1 maart 1947: Kapitein-luitenant-ter-zee
- 1 februari 1951[9] : Kapitein-ter-zee
- 1 december 1954: tijdelijk Schout-bij-nacht
- 1 juli 1955: Schout-bij-nacht
- 1 april 1956: tijdelijk Viceadmiraal[9]
- 1 juli 1957: Viceadmiraal[9]
- 15 december 1960 Luitenant-admiraal

## Onderscheidingen
Ridder in de Orde van de Nederlandse Leeuw

 Grootofficier in de Orde van Oranje-Nassau met de zwaarden

 Bronzen Leeuw ontvangen 22 maart 1944 in Portsmouth

 Oorlogsherinneringskruis met 3 gespen

 Onderscheidingsteken voor Langdurige Dienst als officier met jaarteken XXXV

 Huwelijksmedaille 1966 (Beatrix en  Claus) 

 Grootkruis in de Orde van Leopold II (België) 

 Kommandør af 1. grad af Dannebrog (Grootkruis in de Orde van de Dannebrog) (Denemarken)

 نشان درجه یک همایون (transliteratie: nshan drjh ake hmaawn) (Grootkruis in de Orde van Homayoun) (Iran) 

 Commander of the Legion of Merit (Commandeur in het Legioen van Verdienste) (Verenigde Staten) 

 Grande  Oficial na Ordem do Mérito Naval (30 december 1955) (Grootofficier in de Orde van Verdienste voor de Marine) (Brazilië):p46

 Medalha Mérito ‘Tamandaré’ (8 juli 1959) (Medaille van Verdienste ‘Tamandaré’):p51

 Kommendör  i Svärdsorden (Commandeur in de Zwaardorde) (Zweden)
- Mentioned in Despatches (MID)…